# ロシアンカーフ
ロシアンカーフ (Russian calf) は、1700年代の帝政ロシアにおいて生産されていた、トナカイの原皮を材料とする高価な皮革。

## 希少性
コードバン (cordovan) と並んで幻の革と呼ばれるほど希少性が高い。これは、ロシア革命の前後辺りの時期にそのなめし製法の詳細（なめし剤・道具・工程など）が失伝し、2008年現在、工程の再現及び再生産がほぼ不可能視されているためである。
また、2008年現在、市場に流通している少量のロシアンカーフは、英国近海で沈没した帆船から引き揚げられた200年以上昔の物であるが、引き揚げられたロシアンカーフ全量が良好な状態と言えず（傷んで使えない部分も多かった）、使用可能な現存量に限りがあるという点でも希少性が高い。
なめし技法を復元したと称する革も新たに流通しているが、本来のなめし技法が失伝しているため同じ革である確証はない。

## 特徴
外観
全面に確認できる一辺5 - 6mmほどの菱形パターンが外見的特徴。これはトナカイ原皮の皺やシボによる凹凸ではなく、なめしの後に人為的に型押し加工されたものである。
匂い
仕上げ剤に起因する、錆びに似た独特の匂いを発する。保管状態から製品化して外気に晒されると、およそ3 - 4年で匂いは目立たなくなると言われる。

## 製法概略
トナカイ（レインディア）の原皮を、帝政ロシア当時の伝統的ベジタブルタンニン製法でなめし、耐久性、撥水性に富んだ皮革に仕上げてゆく。
その後、木製の型押しブロックで独特の模様（トランプのダイア柄のような菱形パターン）を施す。
これを製品材料として使用するにあたっては、更に2 - 3ヶ月掛けて白樺オイル等の仕上げ剤で加工を行う（ロシアンカーフ特有の匂いと呼ばれるものは、仕上げに用いるオイル他の仕上げ剤のよるところが大きいと思われる）。

## 発見までの歴史
1786年10月
ロシアンカーフと麻を積載したデンマーク船籍キャサリナ・ボン・フレンズバーグ (Catherina von Flensburg) 号が、帝政ロシアのサンクトペテルブルクからイタリアのジェノヴァに向けて出航。
1786年12月10日
キャサリナ・ボン・フレンズバーグ号は英国南西部の近海で激しい荒天に見舞われ、同日夜半、プリマス湾にて沈没。
1973年
沈没したキャサリナ・ボン・フレンズバーグ号の存在がプリマス湾海底に確認され、当時の歴史を知るための積載品サルベージ作業の折、他の物品類と共にロシアンカーフが船底から発見される。

## 確認されているロシアンカーフ製品
- アルバート・サーストン (Albert Thurston) （イギリス） - サスペンダー
- ホワイトハウス・コックス (Whitehouse Cox) （イギリス） - 札入れ、コインケース、カードケース
- ディビッド・ヘイワード (David Hayward) （イギリス） - 芯ホルダー（万年筆などペンの握り部位及び外装の革部分）
- ジン (Sinn) （ドイツ） - 腕時計の革ベルト
- ポールセン・スコーン (Poulsen Skone) （イギリス） - ビスポークシューズ
- ニュー&リングウッド (New & lingwood) （イギリス） - ビスポークシューズ
- ジョージ・クレバリー (George Cleverley) （イギリス） - ビスポークシューズ、ダレスバッグ（ドクターバッグ）
- ジェイソン・エイムズベリー (Jason Amesbury) （イギリス） - ビスポークシューズ
- ベンヤミン・クレマン (Benjamin Klemann) （ドイツ） - ビスポークシューズ
- ステファノ・ベーメル (Stefano Bemer) （イタリア） - ビスポークシューズ、その他革小物
- リーガルジャパン (Regal Japan) （日本） - ビスポークシューズ（創立100周年記念、6足限定ビスポーク靴）
- ガジアーノ＆ガーリング (Gaziano & Girling) （イギリス） - ビスポークシューズ
- マーキス (Marquess) （日本） - ビスポークシューズ
- スリーツーフォー (three2four) （日本） - ウォレット、カードケース、その他革小物

## 手入れ
ロシアンカーフは一般的な牛革に比べ油分や保湿成分が蒸散しやすいとの説がある（新品の製品でも部分的にひび割れが散見されるほどと言われる）。そのため長く愛用する上で、保湿補油を主体としたこまめな手入れが不可欠とされる。
反面、タンニンなめしの共通の短所として染料の定着が比較的弱く、一般的な皮革ケア用品（リムーバー、クリーナー、保湿補油ペースト等）による色落ちが進み易い。
手入れにおいては、中性・水性のリムーバーや蝋分の少ないクリーム類をごく少量ずつ使用するのが望ましい。